# 雄国沼

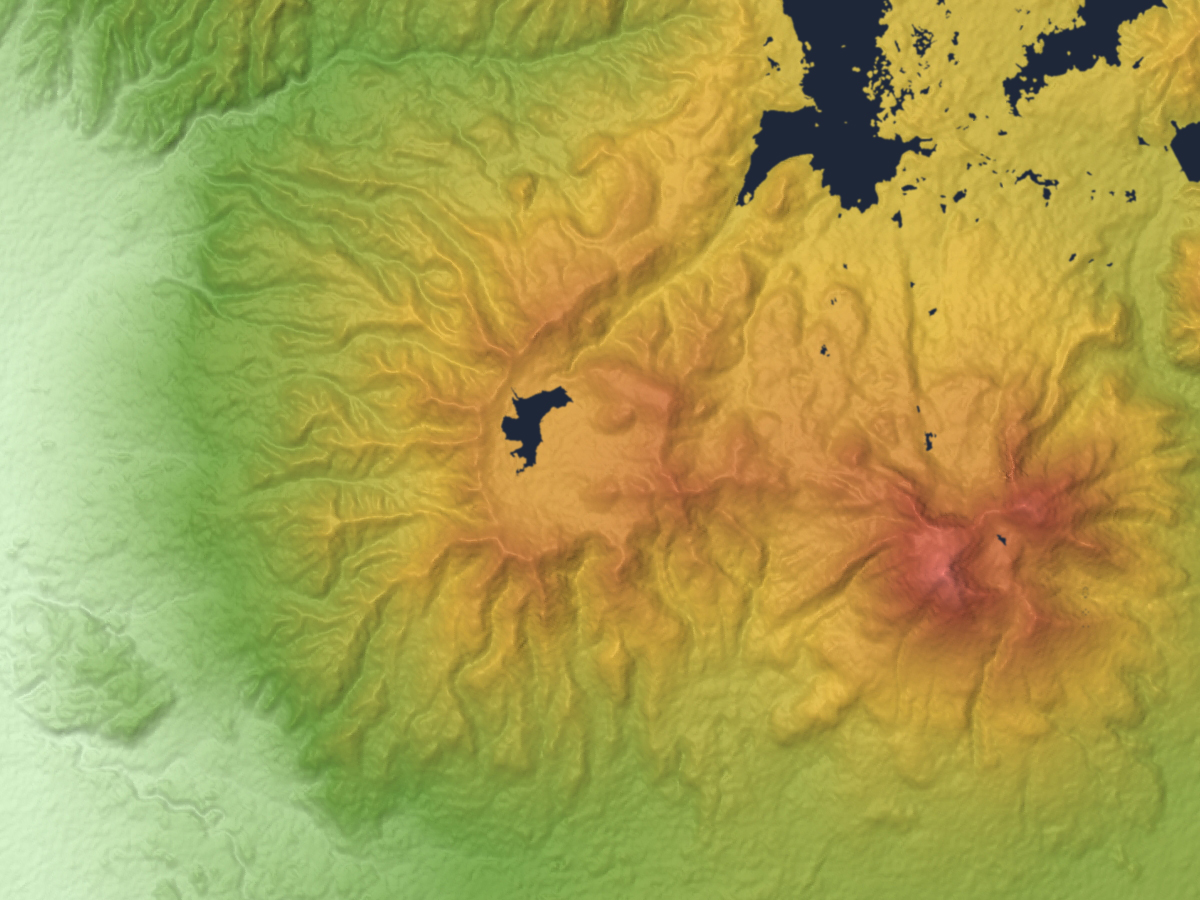
猫魔火山(左)にある雄国沼

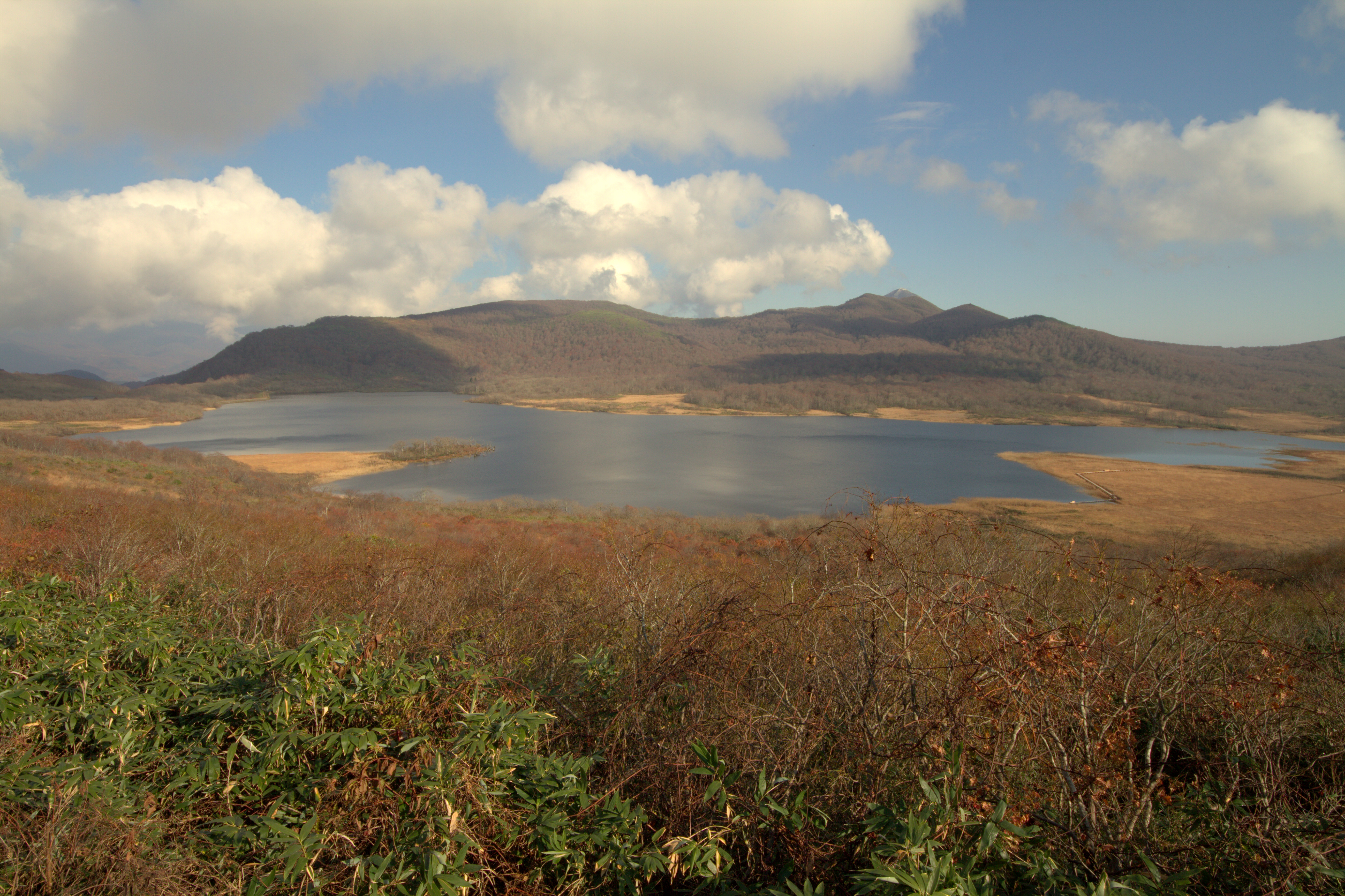
雄国沼全体像

雄国沼（おぐにぬま）は、福島県北塩原村（裏磐梯）にある湖沼。磐梯朝日国立公園に位置する湿原でニッコウキスゲの大群落があることで知られる。雄国沼湿原植物群落として国の天然記念物に指定されている。

## 概要
雄国沼は猫魔ヶ岳や雄国山、古城が峰、厩岳山などを外輪山にもつ、猫魔火山のカルデラにある湖沼である。以前は陥没カルデラに水が溜まったカルデラ湖と考えられていた、しかし現在では古猫魔火山が50万年前に北東方向へ山体崩壊することで爆裂カルデラを生じ、その内部に後の火山活動で猫魔ヶ岳峰の山体が形成され、そこにできた凹地に水が溜まって雄国沼が生まれたと考えられている。
湖面は標高1,090mの位置にあり、周囲の山々はブナが多く、また、初夏にはレンゲツツジ、6月末から7月初めには沼の南の湿原地帯でニッコウキスゲの大群落が咲き誇り、この時期は多くのハイカーやカメラマンが沼を訪れる。また、近年は冬に山スキーやスノーシューで訪れる人も増えている。かつては沼の面積は現在の半分程であったが、江戸時代初期に大塩平左衛門がおこなった灌漑工事により面積が拡大した。

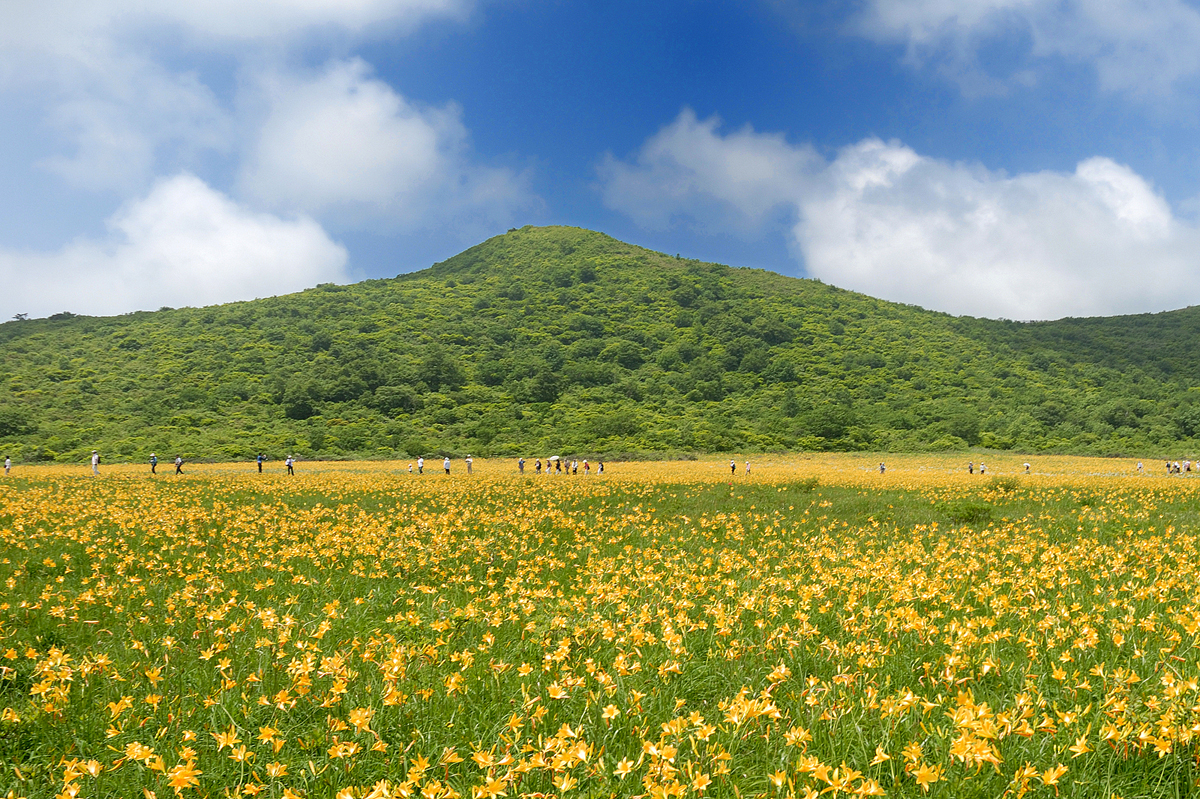
雄国沼湿原とニッコウキスゲ

## オーバーユース
ニッコウキスゲが満開になると、沼に最も近い駐車場がある金沢峠（福島県喜多方市）は休日には大渋滞するほどであった。このようなオーバーユースのため、遊歩道以外の場所への人の侵入による植生の破壊、し尿処理の問題、ごみの問題など多くの問題がおこり、自然の破壊を招いている。このため、2005年度（平成17年度）よりニッコウキスゲの時期（概ね6月上旬から7月中旬まで）に限り、金沢峠に至る林道について一般車両の通行を制限し、代替バス運行をおこなっている。

## アクセス
金沢峠（喜多方市街地から車で30分）からだと徒歩30分もあればニッコウキスゲの大群落地へは到着する。しかし、前述したようにバス利用となる。他に一般的なコースとしては、北塩原村雄子沢口から登るコース（雄国せせらぎ探勝路、雄国沼まで徒歩1時間。ニッコウキスゲ大群落地まではそこから30分）と温泉施設ラビスパ裏磐梯から雄国山を経由して沼に至るコース（雄国パノラマ探勝路、雄国沼まで徒歩1時間30分）、磐梯山ゴールドラインの途中・八方台から猫魔ヶ岳を経由して雄国沼に至るコース（猫魔ヶ岳やまびこ探勝路、雄国沼まで徒歩2時間30分）があり、いずれも登山口には駐車場が整備されている。また、雄国沼の北には雄国沼休憩舎といわれる無人の避難小屋がある。